# Karlovacs järnvägsstation
Karlovacs järnvägsstation (kroatiska: Željeznički kolodvor Karlovac) är en järnvägsstation i Karlovac i Kroatien. Den invigdes år 1863 medan den nuvarande kulturmärkta stationsbyggnaden invigdes år 1903. Järnvägsstationen är belägen på gatuadressen Rajnerova 3 i stadsdelen Banija, cirka 15 minuters promenad nordväst om stadens historiska stadskärna.  Från stationen som trafikeras av Kroatiens statliga järnvägsbolag utgår trafik österut mot Zagreb, västerut mot Rijeka och Split samt norrut mot Ljubljana. Vid järnvägsstationen finns parkeringsplats och taxistation.

## Historia
År 1865 invigdes den första järnvägen i dåvarande österrikiska Karlovac. Den nya järnvägen anlades åren 1863–1865 av det österrikiska järnvägsbolaget Südbahn-Gesellschaft (Sydbanans bolag) med säte i Wien och förband Karlovac med Zagrebs centralstation. I samband med järnvägens intåg uppfördes en trästruktur i dåvarande Banijas kommun (idag stadsdelen Banija) som tjänade som stationsbyggnad och förvaringsanläggning. Som en konsekvens av den österrikisk-ungerska kompromissen och skapandet av dubbelmonarkin Österrike-Ungern år 1867 hamnade Karlovac som en stad i provinsen Kroatien och Slavonien i den ungerska intressesfären. Åren 1869–1873 anlade det ungerska statliga järnvägsbolaget järnväg mellan Karlovac och Rijeka som var den ungerska rikshalvans viktigaste hamnstad (se Staden Fiume med omnejd) och från år 1873 övertog det ungerska järnvägsbolaget hela järnvägen Zagreb–Rijeka. 

### Stationshuset
År 1900 förstördes den dåvarande stationsbyggnaden i en brand. Till följd av detta godkände direktoratet för de kungliga ungerska statliga järnvägarna att en ny stationsbyggnad skulle uppföras till ett värde av 460 000 forinter. Uppdraget tilldelades den Zagreb-baserade arkitektbyrån Hönigsberg & Deutsch och år 1903 invigdes den nya stationsbyggnaden som uppfördes i historicistisk stil enligt ritningar av arkitekten Ferenc Pfaff. Stationsbyggnaden består av en närmare 200 meter lång struktur med en central mottagningshall med två flyglar och fasad av rött murtegel. Karlovacs järnvägsstationskomplex är ett av de äldsta bevarade exemplen på ett industriellt-tekniskt komplex av denna typ i Kroatien och därför registrerat i Kroatiens kulturarvsregister.

### Trafik
På 1930-talet uppgick antalet resande som passerade Karlovac med tåg till 249 225 personer. Varutrafiken under samma årtionde uppgick till 213 400 ton gods. På 1960-talet då cirka 100 tåg dagligen passerade Karlovac hade den siffran fördubblats. Karlovacs järnvägsstation med tillhörande infrastruktur var frekvent utnyttjad fram till 1970-talet då både passagerar- och godstrafiken minskade.